# بين هاردي (عسكري)
بين هاردي (بالإنجليزية: Ben Hardy)‏ هو عسكري أسترالي، ولد في 28 أغسطس 1898 في ماريكفيل ‏ في أستراليا، وتوفي في 5 أغسطس 1944 في كورا ‏ في أستراليا.